# Pattonskär (vid Kannskärsfjärden, Kökar, Åland)
Pattonskär är ett skär i Åland (Finland). Det ligger i Skärgårdshavet och i kommunen Kökar i landskapet Åland, i den sydvästra delen av landet. Ön ligger omkring 72 kilometer öster om Mariehamn och omkring 210 kilometer väster om Helsingfors. Pattonskär ligger 6 meter över havet.
Öns area är 2,5 hektar och dess största längd är 200 meter i öst-västlig riktning. Trakten är glest befolkad. Närmaste större samhälle är Kökar, 14,9 km väster om Pattonskär.